# Championnat d'Italie de football de deuxième division 1959-1960
Navigation
Édition précédente Édition suivante
La saison 1959-1960 de Serie B, organisée par la Lega Calcio pour la quatorzième fois, est la 28e édition du championnat de deuxième division en Italie. Les trois premiers sont promus directement en Serie A et les trois derniers sont relégués en Serie C.
À l'issue de la saison, le Torino termine à la première place et monte en Serie A 1960-1961 (1re division), accompagné par le vice-champion, Lecco et le troisième Calcio Catane.

## Compétition
La victoire est à deux points, un match nul à 1 point.

### Classement
| Rang | Équipe            | Pts | J  | G  | N  | P  | Bp | Bc | Diff |
| ---- | ----------------- | --- | -- | -- | -- | -- | -- | -- | ---- |
| 1    | Torino R          | 51  | 38 | 16 | 19 | 3  | 44 | 21 | +23  |
| 2    | Lecco             | 50  | 38 | 17 | 16 | 5  | 51 | 28 | +23  |
| 3    | Calcio Catane     | 47  | 38 | 14 | 19 | 5  | 55 | 38 | +17  |
| 4    | Triestina R       | 46  | 38 | 15 | 16 | 7  | 49 | 32 | +17  |
| 5    | Ozo Mantova P     | 39  | 38 | 15 | 9  | 14 | 42 | 38 | +4   |
| 6    | Reggiana          | 39  | 38 | 14 | 11 | 13 | 51 | 50 | +1   |
| 7    | Brescia           | 38  | 38 | 11 | 16 | 11 | 35 | 38 | -3   |
| 8    | Hellas Vérone     | 37  | 38 | 12 | 13 | 13 | 49 | 45 | +4   |
| 9    | Côme              | 37  | 38 | 14 | 9  | 15 | 51 | 48 | +3   |
| 10   | Catanzaro P       | 37  | 38 | 11 | 15 | 12 | 41 | 40 | +1   |
| 11   | Marzotto Valdagno | 37  | 38 | 12 | 13 | 13 | 37 | 40 | -3   |
| 12   | Messine           | 37  | 38 | 15 | 7  | 16 | 35 | 38 | -3   |
| 13   | Novare Calcio     | 35  | 38 | 13 | 9  | 16 | 38 | 40 | -2   |
| 14   | Sambenedettese    | 34  | 38 | 11 | 12 | 15 | 38 | 47 | -9   |
| 14   | Parme             | 34  | 38 | 9  | 16 | 13 | 38 | 50 | -12  |
| 16   | Monza             | 33  | 38 | 11 | 11 | 16 | 46 | 23 | +23  |
| 17   | Venise            | 33  | 38 | 9  | 15 | 14 | 34 | 42 | -8   |
| 18   | Tarente           | 33  | 38 | 12 | 9  | 17 | 33 | 48 | -15  |
| 19   | Modène            | 32  | 38 | 9  | 14 | 15 | 38 | 51 | -13  |
| 20   | Cagliari Calcio   | 31  | 38 | 8  | 15 | 15 | 36 | 54 | -18  |

|  | Promotion en Serie A                        |
|  | Relégation en Serie C                       |
|  | P : Promu de Serie C R : Relégué de Serie A |

- Monza, Venise et Tarente étant à égalité de points une triangulaire est organisée pour désigner l'équipe qui sera reléguée.

|        | Résultats |         | date         |
| ------ | --------- | ------- | ------------ |
| Monza  | 2-0       | Venise  | 12 juin 1960 |
| Venise | 4-2       | Tarente | 16 juin 1960 |
| Monza  | 0-0       | Tarente | 19 juin 1960 |
|        |           |         |              |

Tarente avec une défaite et un match nul sera relégué en Serie C.